# District Giurgiu
Giurgiu is een Roemeens district (județ) in de historische regio
Walachije, met als hoofdstad Giurgiu (73.260 inwoners).
De gangbare afkorting voor het district is GR.

## Demografie
In het jaar 2002 had Giurgiu 297.859 inwoners en een bevolkingsdichtheid van 84 inwoners per km².

### Bevolkingsgroepen
96% van de inwoners van Giurgiu zijn Roemeen.
De grootste minderheid zijn de Roma's met 3,5%.

## Geografie
Het district heeft een oppervlakte van 3526 km².

## Aangrenzende districten
- Ilfov in het noordoosten
- Cǎlǎrași in het oosten
- Bulgarije, oblast: Roese in het zuiden
- Dâmbovița in het noorden
- Teleorman in het westen

## Steden
- Giurgiu
- Bolintin-Vale
- Mihăilești